# NGC 5153
NGC 5153 (również PGC 47194) – galaktyka eliptyczna (E1/P), znajdująca się w gwiazdozbiorze Hydry. Odkrył ją John Herschel 8 maja 1834 roku. Oddziałuje grawitacyjnie z sąsiednią galaktyką NGC 5152.